# Peter Tsekenis
Peter Nectario Tsekenis (Sydney, 4 agosto 1973) è un allenatore di calcio ed ex calciatore australiano, di ruolo difensore, attualmente alla guida del Sydney Olympic.

## Carriera
Tsekenis ha giocato a livello di club per il Sydney Olympic, Newcastle United e Belmore Hercules, per poi diventare giocatore e allenatore dei Bankstown City Lions.
Ha giocato con l'Under-20 australiana i mondiali 1993 e con la selezione olimpica le olimpiadi di Atlanta 1996.
Dal 2011 allena il Sydney Olympic.